# Gargáligas
Gargáligas est une localité espagnole appartenant à la commune de Don Benito, située en Estrémadure dans la province de Badajoz.